# アシュタビューラ郡 (オハイオ州)
アシュタビューラ郡（英: Ashtabula County）は、アメリカ合衆国オハイオ州の北東隅に位置する郡である。2010年国勢調査での人口は101,497人であり、2000年の102,728人から1.2%減少した。郡庁所在地はジェファーソン村（人口3,120人）であり、同郡で人口最大の都市はアシュタビューラ市（人口19,124人）である。
郡名はイロコイ族インディアンの言葉で"多くの魚がいる川"を意味している。郡内に17の屋根付橋があることで知られている。近くの湖によって生み出される微気候のお陰でブドウの栽培が広く行われ、幾つかのワイン醸造所がある。冬には度々湖水効果による雪が降り、エリー湖南東部のスノーベルトに入っている。
アシュタビューラ郡はその全体でアシュタビューラ小都市圏を構成している。

## 地理
アメリカ合衆国国勢調査局に拠れば、郡域全面積は1,367.90平方マイル (3,542.8 km2)であり、このうち陸地701.93平方マイル (1,818.0 km2)、水域は655.97平方マイル (1,724.9 km2)で水域率は48.69%である。

### 主要高規格道路
- 州間高速道路90号線
- オハイオ州道7号線
- オハイオ州道11号線
- オハイオ州道167号線
- アメリカ国道6号線、グランドアーミー・オブ・ザ・レパブリック・ハイウェイ（南北戦争退役兵を顕彰）
- アメリカ国道20号線
- アメリカ国道322号線

### 隣接する郡
- カナダ、オンタリオ州、エルジン郡とノーフォーク、エリー湖の対岸 - 北
- エリー郡 (ペンシルベニア州) - 北東
- クロウフォード郡 (ペンシルベニア州) - 東
- トランブル郡 - 南
- ジアーガ郡 - 南西
- レイク郡 - 西

## 人口動態

アシュタビューラ郡監査役の章

以下は2000年国勢調査による人口統計データである。
| 基礎データ - 人口: 102,728人 - 世帯数: 39,397 世帯 - 家族数: 27,774 家族 - 人口密度: 56人/km2（146人/mi2） - 住居数: 43,792軒 - 住居密度: 24軒/km2（62軒/mi2） 人種別人口構成 - 白人: 94.07% - アフリカン・アメリカン: 3.16% - ネイティブ・アメリカン: 0.19% - アジア人: 0.34% - 太平洋諸島系: 0.02% - その他の人種: 0.85% - 混血: 1.36% - ヒスパニック・ラテン系: 2.23% 先祖による構成 - ドイツ系：19.2% - イタリア系：11.6% - イギリス系：10.6% - アイルランド系：10.5% - アメリカ人：10.3% 言語による構成 - 英語：95.2% - スペイン語：2.4% | 年齢別人口構成 - 18歳未満: 26.2% - 18-24歳: 7.6% - 25-44歳: 28.0% - 45-64歳: 23.6% - 65歳以上: 14.7% - 年齢の中央値: 38歳 - 性比（女性100人あたり男性の人口） - 総人口: 95.1 - 18歳以上: 92.1 世帯と家族（対世帯数） - 18歳未満の子供がいる: 32.4% - 結婚・同居している夫婦: 54.8% - 未婚・離婚・死別女性が世帯主: 11.4% - 非家族世帯: 29.5% - 単身世帯: 24.8% - 65歳以上の老人1人暮らし: 10.7% - 平均構成人数 - 世帯: 2.56人 - 家族: 3.05人 収入と家計 - 収入の中央値 - 世帯: 35,607米ドル - 家族: 42,449米ドル - 性別 - 男性: 33,105米ドル - 女性: 22,624米ドル - 人口1人あたり収入: 16,814米ドル - 貧困線以下 - 対人口: 12.1% - 対家族数: 9.2% - 18歳未満: 17.1% - 65歳以上: 8.6% |

## 郡区

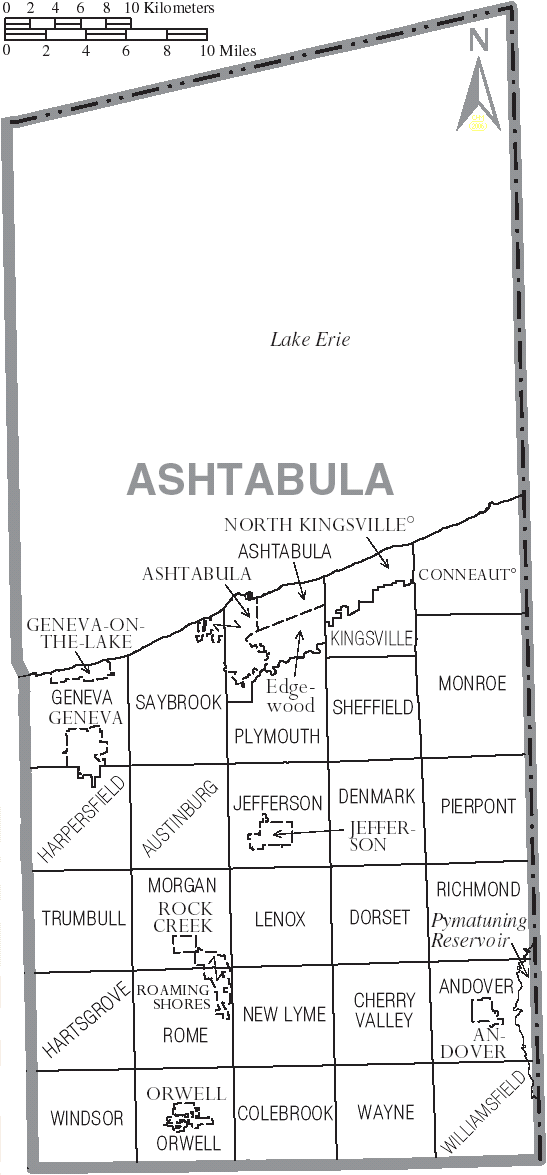
アシュタビューラ郡図

アシュタビューラ郡は下記27の郡区に分割されている。
| - アンドーバー - アシュタビューラ - オースティンバーグ - チェリーバレー - コールブルック - デンマーク - ドーセット - ジェネバ - ハーパーズフィールド | - ハーツグローブ - ジェファーソン - キングスビル - レノックス - モンロー - モーガン - ニューライム - オーウェル - ピアポント | - プリマス - リッチモンド - ローム - セイブルック - シェフィールド - トランブル - ウェイン - ウィリアムズフィールド - ウィンザー |

## 都市と町

### 都市
- アシュタビューラ
- コンノート
- ジェネバ

### 村
| - アンドーバー - ジェネバオンザレイク - ジェファーソン - 郡庁所在地 | - ノースキングスビル - オーウェル | - ローミングショアーズ - ロッククリーク |

### 国勢調査指定地域
- エッジウッド

### 未編入の町
| - オースティンバーグ - ドーセット - イーグルビル - フットビル | - キングスビル - ピアポント - ユニオンビル | - ウィリアムズフィールド - ウィンザー |

## 文化
郡内にはフィンランド系アメリカ人が多い。毎年アシュタビューラ市でフィンフェストUSAが開催されている。また屋根付橋の数も多い。

## 著名な出身者
- ブライアン・アンダーソン、メジャーリーグベースボール、クリーブランド・インディアンスの投手、ジェネバ出身
- ランサム・E・オールズ、アメリカ自動車産業のパイオニア、オールズモビルとレオというブランドができた